# كال دالاس
كال دالاس هو سياسي كندي، ولد في 10 مايو 1956. حزبياً، نشط في الرابطة التقدمية المحافظة في ألبرتا ‏. وقد انتخب عضو الجمعية التشريعية ألبرتا.